# Yápige (hijo de Licaón)
En la mitología griega, Yápige (en griego antiguo: Ἰάπυξ, Iápux), es un príncipe arcadio, hijo de Licaón, el rey que fue convertido en lobo por hacer sacrificios humanos a Zeus. Como el resto de los licaónidas destacaba por su impiedad, hasta tal punto que el mismo Zeus se dirigió a su palacio, disfrazado de mendigo o de agricultor, para comprobar si eran ciertos los rumores sobre sus atrocidades. Habiendo presenciado signos sobre la divinidad de su huésped, los hijos de Licaón decidieron asesinar a uno de sus hermanos (Níctimo) para así comprobar si era o no un dios, y servírselo de cena, mezclado con entrañas de animales. Pero Zeus, dándose enseguida cuenta de lo abominable del manjar, devolvió a la vida a Níctimo y fulminó con sus rayos a sus asesinos, o bien los convirtió en lobos.
Junto con sus hermanos Daunio y Peucetio, Yápige logró huir al sur de Italia, acompañado de un ejército de ilirios al mando del general Mesapio. Allí vencieron al pueblo autóctono (los ausonios), y se dividieron el país entre los tres hermanos. Yápige fundó entonces la colonia de Yapigia, a la que dio su nombre.